# Die Dame mit dem schwarzen Handschuh
Die Dame mit dem schwarzen Handschuh ist ein österreichisches Stummfilmmelodram aus dem Jahre 1919 von Michael Kertesz.

## Handlung
Die schöne Helene, die ein Brandmal an ihrer Hand unter einem stets von ihr getragenen, schwarzen Handschuh verbirgt, ist unter Ganoven aufgewachsen. Ihr Kumpel André rüstet sie mit allem aus, was sie zukünftig für ihre Untaten benötigt. Als erstes soll sie den Herzog von Komarow heiraten, um so rasch wie möglich an sein Vermögen heranzukommen. Als der hochadelige Herr eines Tages plötzlich verstirbt, wird Helene sofort verdächtigt. Sie wird verhaftet und als Mörderin verurteilt. Es ist André, der sie aus dem Gefängnis befreit.
Doch tut er dies nicht aus purer Güte – vielmehr hat er Helene bereits für seinen nächsten Coup verplant: Sie soll den Gesandten Gonter de Rieux (andere Quellen nennen ihn Vicomte de Gontrau) heiraten. Doch diesmal geht es nicht um Geld, vielmehr hat es André, der sich von Helene als ihr persönlicher Diener anstellen ließ, auf wichtige Geheimakten des Grafen abgesehen. André geht anschließend mit den Dokumenten stiften und lässt Helene zurück. Helenes Gefühle zu dem Vicomte sind jedoch echt, und so versucht die reuige Sünderin, für ihren Gatten die Akten wiederherbeizuschaffen. Dabei findet sie den Tod.

## Produktionsnotizen
Die Dame mit dem schwarzen Handschuh wurde 1919 gedreht, passierte die österreichische Filmzensur am 15. November desselben Jahres und wurde am 21. November 1919 in Wien uraufgeführt. Der vieraktige Film besaß eine Länge von etwa 1600 Metern und wurde mit Schulverbot belegt. Im Dezember 1919 lief der Streifen auch am Berliner Uraufführungstheater Kurfürstendamm an.

## Kritiken
„Obwohl die Handlung ganz auf realem Boden aufgebaut ist, weiß der Künstler doch phantastisch zu wirken und demzufolge auch die Phantasie des Zuschauers in Aktion zu setzen, so daß jener Zustand herbeigeführt wird, den wir ‚spannend‘ zu benennen pflegen. Mit Recht wird der Wert eines Filmes darnach eingeschätzt, ob er eine spannende Handlung hat, da dies hier zutrifft, so wird er sicher auch den vollsten Anklang finden. Wir können nur seine Qualitätswerte bestätigen“

In Paimann’s Filmlisten ist zu lesen: „Stoff phantastisch. Spiel, Photos und Szenerie ausgezeichnet.“